# Глобус (авиакомпания)
Глобус — бывшая российская авиакомпания, дочерняя структура группы компаний «S7 Group», управляющей также S7 Airlines. Образована в марте 2008 года на базе воздушных судов S7 Airlines, обслуживающих чартерные и регулярные рейсы. Авиакомпания прекратила своё существование в январе 2020 после поглощения материнской авиакомпанией S7 Airlines.

## Флот

### Флот перед слиянием с S7 Airlines
Воздушный парк компании состоял из воздушных судов Boeing 737-800, взятых в лизинг (аренду).

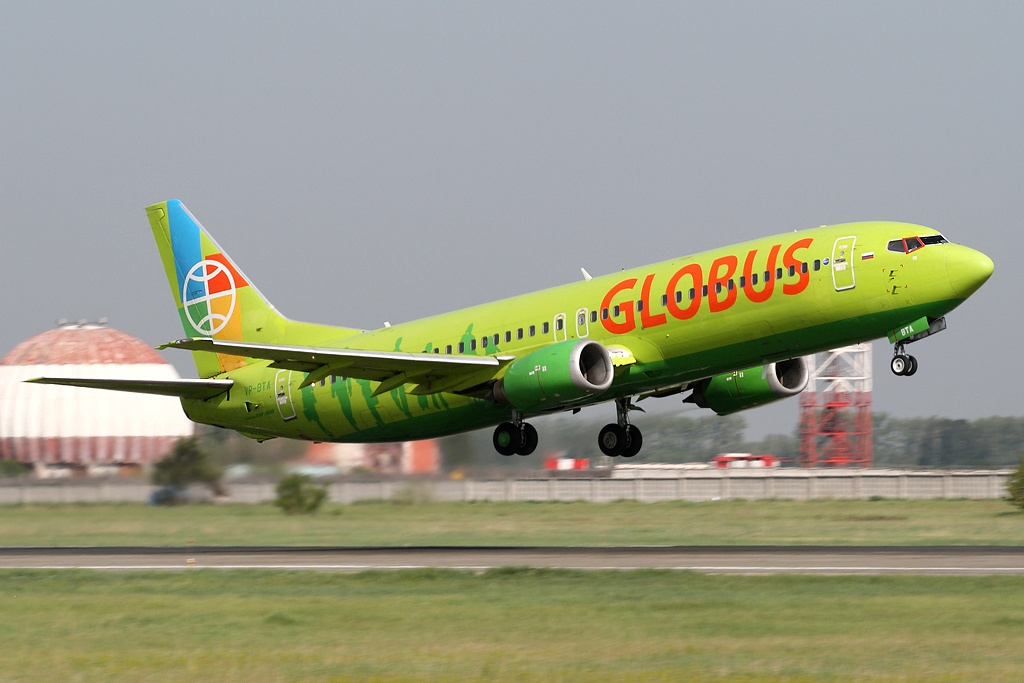
Boeing 737-400 VP-BTA

| Самолёт          | Кол-во | Число мест  | Примечания                                                |
| ---------------- | ------ | ----------- | --------------------------------------------------------- |
| Boeing 737 MAX 8 | 2      | 176 (8/168) | Поступали с осени 2018. Ожидалось ещё 9                   |
| Boeing 737-800   | 21     | 176 (8/168) | Компоновка Economy Class + Business Class Все в ливрее S7 |

### Бывшие самолёты
- Boeing 737-400
- Туполев Ту-154М

## Деятельность
Авиакомпания «Глобус» выполняла регулярные перевозки из аэропорта Домодедово и Новосибирска совместно с авиакомпанией S7 Airlines по внутренним и некоторым международным маршрутам S7 Airlines. Самолеты авиакомпании «Глобус» были окрашены в цвета S7 Airlines.
Базовые аэропорты — «Домодедово» и «Толмачёво».
В августе 2019 S7 Group объявила о слиянии «Глобус» и S7 Airlines. В начале 2020 года авиакомпания «Глобус» была полностью поглощена материнской авиакомпанией S7 Airlines, все самолёты перешли во владение S7. До слияния с S7 авиакомпания использовала свои собственные коды ИАТА (GH) и ИКАО (GLP).
В январе 2022 года S7 Group подала заявление о возобновлении сертификата эксплуатанта авиакомпании «Глобус».

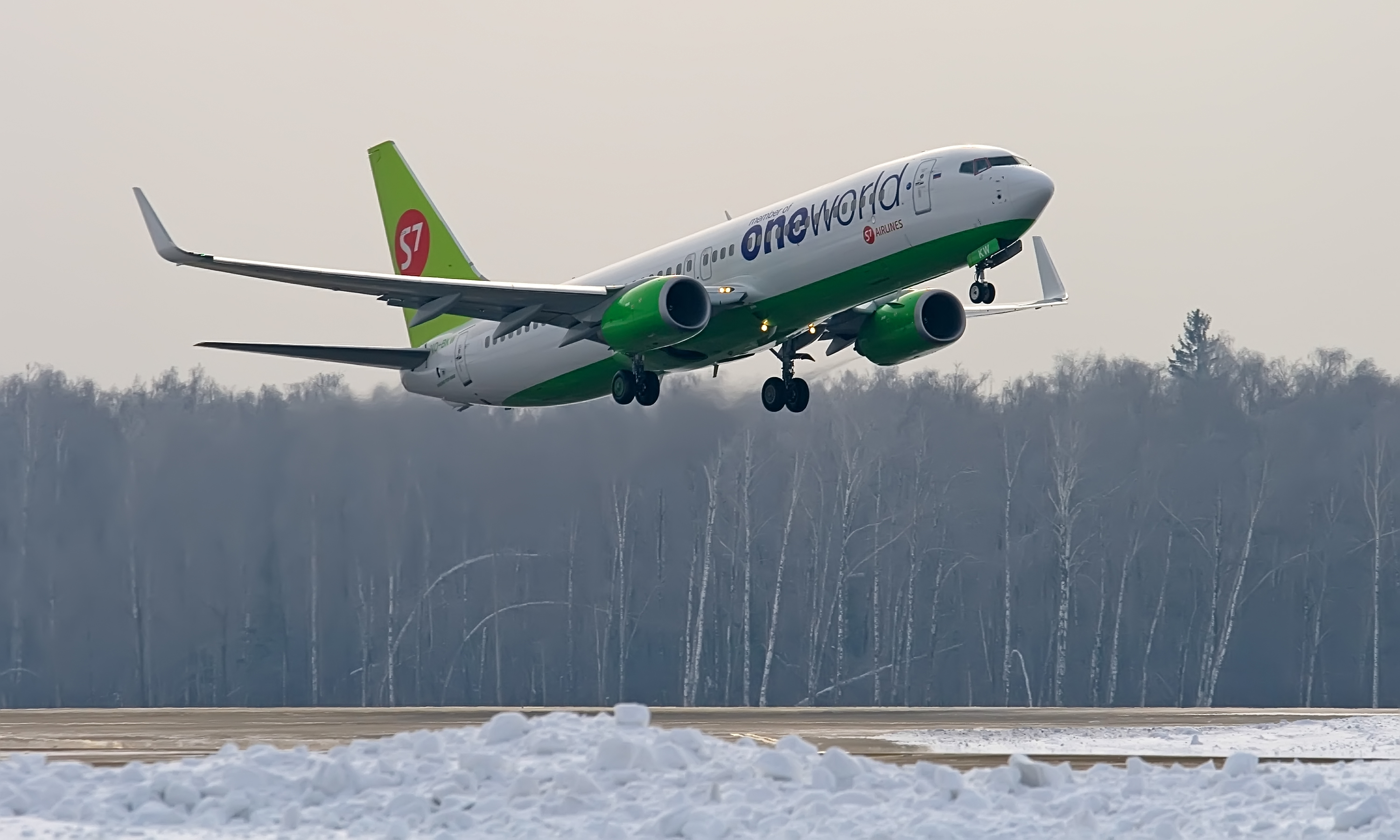
Самолет Авиакомпании "GLOBUS" в ливрее "OneWorld".

## Маршрутная сеть

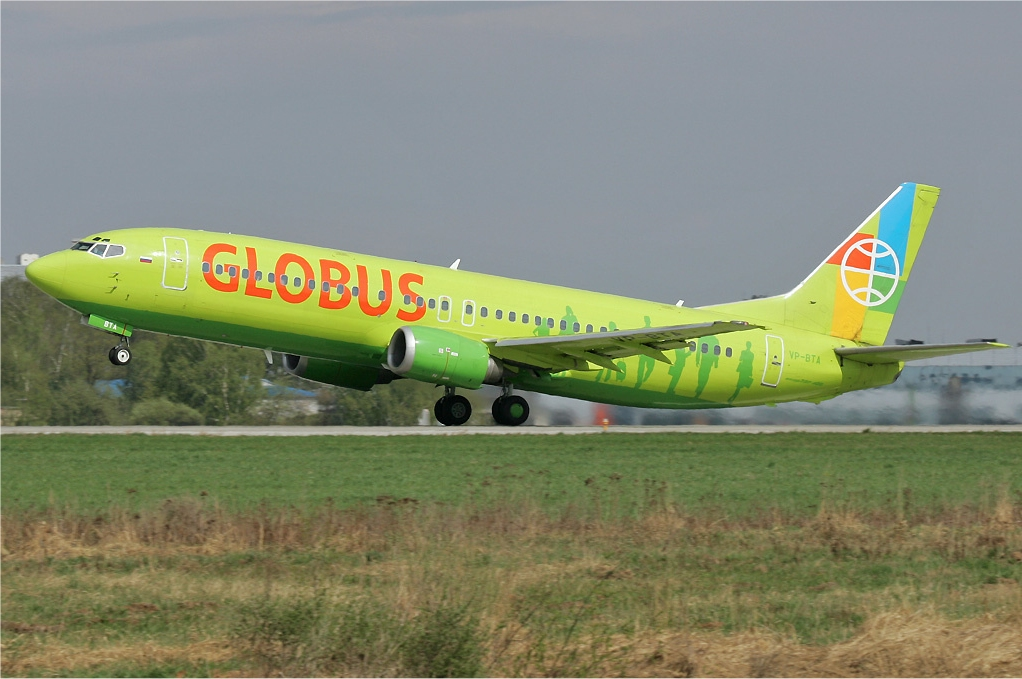
Boeing 737-400 в ливрее «Глобуса»

Карта пунктов назначения авиакомпании насчитывает около 15 городов. По России «Глобус» совершает регулярные рейсы в 12 городов. Главным образом, в Анапу, Краснодар, Сочи, Норильск, Улан-Удэ, Читу, Петропавловск-Камчатский и другие.

## Происшествия
- 20 октября 2017 года — самолёт Boeing 737, летевший из Москвы в Новый Уренгой, выкатился за пределы ВПП, никто из пассажиров не пострадал.
- 27 марта 2018 года — в самолёте Boeing 737, летевшем из Москвы в Новосибирск, во время взлёта произошло задымление в кабине, никто из пассажиров не пострадал, взлёт был прерван.